# Nepsalus indicus
Nepsalus indicus is een insect uit de familie van de mierenleeuwen (Myrmeleontidae), die tot de orde netvleugeligen (Neuroptera) behoort. 
Nepsalus indicus is voor het eerst wetenschappelijk beschreven door Navás in 1914.